# Gonzalo Miró Romero
Gonzalo Miró Romero (Madrid, 13 de febrer de 1981) és un presentador de televisió espanyol. És fill de la realitzadora Pilar Miró.

## Biografia
Gonzalo Miró va ser l'únic fill de la realitzadora Pilar Miró. Ella el va tenir estant soltera i mai va revelar la identitat del seu pare. El seu padrí va ser l'expresident del govern, Felipe González Márquez. La seva mare va morir el 1997, quan ell tenia 16 anys.
Va començar la carrera de Ciències Polítiques (primer any) i després Comunicació Audiovisual (primer any) però mai les va acabar. Va realitzar un curs de cinema en Nova York, la qual cosa li va oferir la possibilitat de participar en un curtmetratge.
Des de 2006 va participar en el magazín del matí, Las mañanas de Cuatro al magazín al costat de Concha García Campoy i altres col·laboradors com Rosa Villacastín o el míster Espanya Aitor Trigos. En 2009 Gonzalo va deixar el seu paper de col·laborador, per a passar a realitzar durant la temporada 2009/2010 diverses col·laboracions amb Deportes Cuatro. En setembre de 2010 va començar com a comentarista en el programa Punto Pelota a Intereconomía Televisión. Va sertertulià en el programa Futboleros de Marca TV. El dia 27 de març de 2014 fitxa per El chiringuito de Jugones. El dia 25 d'agost de 2014 es va fer oficial el seu fitxatge pel programa La Goleada de 13 TV. Des d'abril de 2018 col·labora en el programa de televisió de LaSexta Liarla Pardo.
Va tenir una relació sentimental amb la cantant espanyola Malú que va acabar l'octubre de 2017.

## Trajectòria
- Las mañanas de Cuatro a Cuatro (2006 - 2009)
- Deportes Cuatro en Cuatro (2009 - 2010)
- Punto Pelota a Intereconomía Televisión (2010 - 2012)
- Futboleros a Marca TV (2012 - 2013)
- El Chiringuito de Jugones a Nitro / La Sexta / Neox (2014)
- La goleada a 13TV (2014 - 2015)
- Marcador Noche a Marca TV (2014 - 2015)
- Radio Marca (2014 - actualment)
- Punto Pelota a Intereconomía Televisión (2015 - 2016)
- Estudio Estadio a Teledeporte (2016 - actualment)
- Tiempo de Juego a Cadena Cope (2016 - actualment)
- Liarla Pardo a LaSexta (2018 - actualment)